# Barbecue

„A barbecue szabadtéri társas összejövetel, ahol fa- vagy faszénparázson húst v. halat sütnek. A kifejezést használják a sütőrostélyra is, amin az ételt készítik, továbbá az ételre is. Az aruak indiánok barbacoa szava (a szó spanyol közvetítéssel került az amerikai angolba) annak a nyers fából készült rácsnak a neve, amin lassú tűz fölött sütötték v. szárították a húst. Fűszerkeveréket is neveznek barbecuenak.”

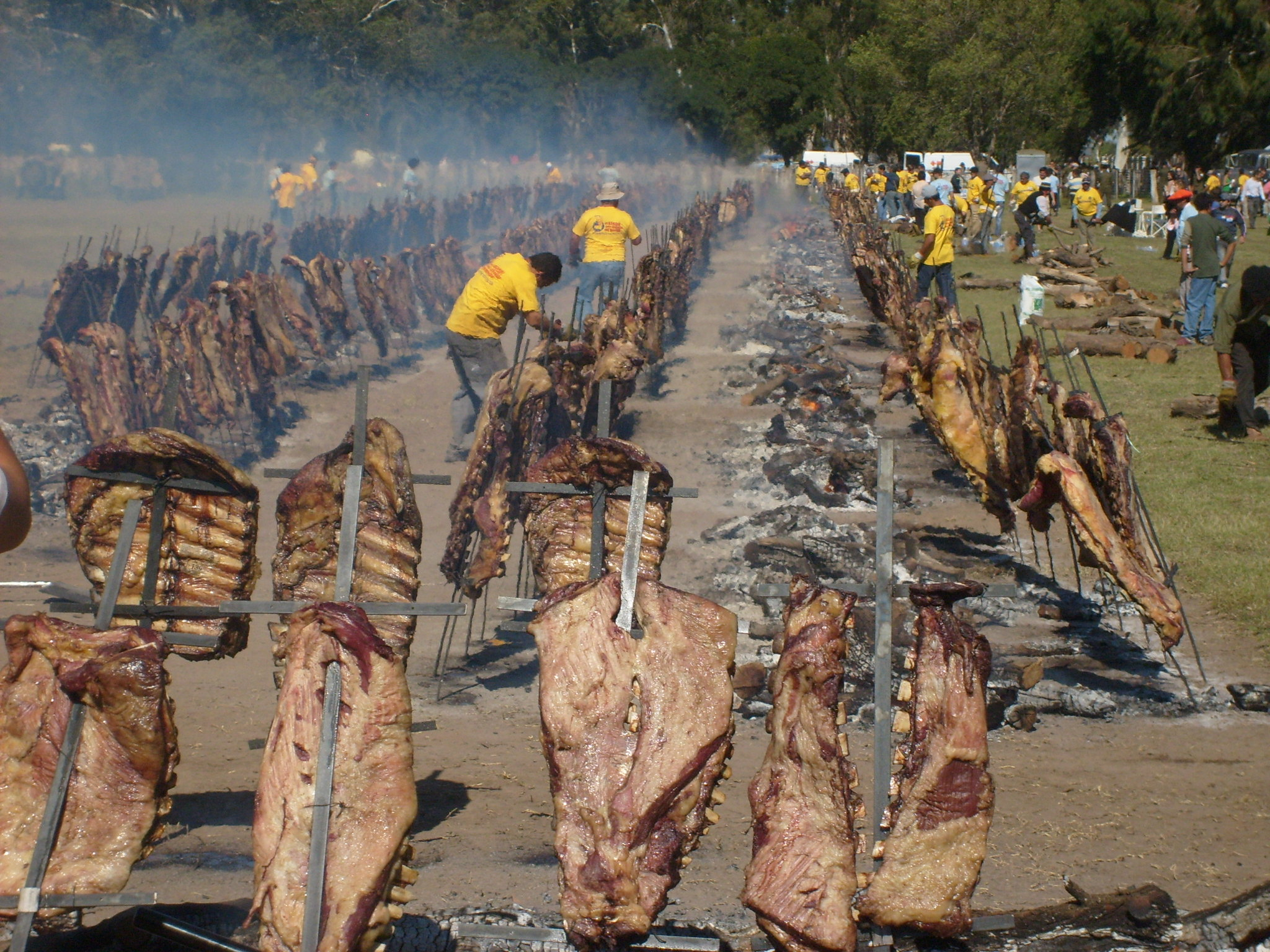
Barbecue (Asado) Patagóniában, Argentínában

A barbecue (rövidítve: BBQ) egy zárt rendszerben, sajátos ételsütési eszközökkel végzett eljárás, amely során alacsony hőmérsékleten (jellemzően 110-125 °C) hőkezeljük az alapanyagokat, a hőáramlás által gazdagítva az alapanyag ízvilágát. Többféle grillezési módszert használhatunk a sütéshez, a legtöbb eljárás mégis az alábbi két kategóriába sorolható: faszén vagy gáz alapú égés.
A relatíve hosszú hőkezelő (sütés) eljárás a hőkezelés tárgyát nem teszi ki közvetlen hőnek (indirekt sütés, azaz nem éri közvetlen hő a húst). 

## BBQ-sütési eszközök
Az infravörös grillsütés propán-bután gáz (PB) égetésével, kerámia hőközlő felület hevítésével történik, aminek hatására a kerámia infra hősugárzást bocsát ki, így az infra sugárzás által sül meg a hús. A nap hősugárzásához hasonlóan, a töltött részecskék mozgása által az elektromágneses sugárzás felerősödik az infra frekvenciatartományban, és minden irányban kisugárzik, ezzel felhevítve a nem árnyékolt atomokat.
Manapság inkább az elektromos üzemű vitrokerámiás grill készülékek használják ezt a technikát, ahol az elektromosság hevíti fel a kerámia fűtőelemet.
Az infrasütés fő előnye, hogy a hő egyenletesen oszlik meg a felületen, illetve, hogy a hőmérséklet elérheti a több mint 500 °C-t (900 °F), amely lehetővé teszi a felhasználók számára, hogy vastagabb alapanyagot is gyorsan és nagyjából egyenletesen süssenek át.
A gázzal történő grillezés alapvetően két kategóriába sorolható: a propán-bután gáz (PB) vagy földgáz (NG), mint a tüzelőanyag-forrás szerint, azon belül pedig a közvetlen és a közvetett hőközlés dominanciája alapján. A propán-bután gáz használatának nagy előnye, hogy a gázpalack által nem kötött további infrastruktúrához a művelet, míg a földgáz használatakor engedélyeztetett hálózati földgázra van szükség. Mindegyik kategóriára kaphatóak kis házi grillezők, és ipari méretű, nagykonyhai grill készülékek, amellyel több száz főre is lehet hatékonyan sütni.
A faszenes grillezés faszén brikett vagy természetes faszén elégetésével történik. Miután elégett, a faszénszén átalakul parázzsá, amely nagy mennyiségű infra sugárzást is kibocsát, a maradék közvetlen láng mellett.

## Fűszerkeverékek
Egy philadelphiai fűszerpor fasírtokhoz: szegfűszeg, csilipor, szerecsendió, babér, bazsalikom, kakukkfű, só.
A cajun fűszerkeverék: vöröshagyma, fokhagyma, szurokfű, mustármag, só, bors, csili, fűszerpaprika, köménymag, kakukkfű. Főleg halhoz és szárnyasokhoz használják.

## Fordítás
- Ez a szócikk részben vagy egészben  a   Barbecue grill című angol Wikipédia-szócikk ezen változatának fordításán alapul.  Az eredeti cikk szerkesztőit annak laptörténete sorolja fel. Ez a jelzés csupán a megfogalmazás eredetét és a szerzői jogokat jelzi, nem szolgál a cikkben szereplő információk forrásmegjelöléseként.